# Sacro (antica religione germanica)
(Vǫluspá 19 e 20)

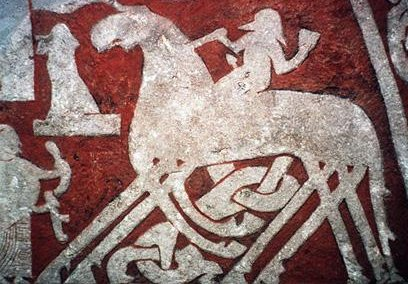
Un particolare della Pietra di Tjängvide (VIII secolo) che mostra il Dio dei Germani Wōdanaz in sella al suo destriero Sleipnir.

I Germani sono una etnia indoeuropea che si stanziò a partire dal XV secolo a.C. in un territorio compreso tra la Germania settentrionale, la Danimarca e la Svezia meridionale. Da questa regione questa etnia iniziò a spostarsi progressivamente verso ovest e verso sud. A tale etnia appartengono, tra gli altri, i popoli: Senoni, Norreni (noti anche come Vichinghi), Angli, Marcomanni, Goti, Vandali, Burgundi, Cherusci, Franchi, Svevi, Longobardi, Frisoni, Sassoni. I Germani furono cristianizzati a partire dal IV secolo (Goti) fino al XII secolo (Scandinavi).
Ricostruire la religione dei Germani e il loro rapporto con il sacro è compito piuttosto arduo considerando che essa era priva di un sacerdozio dedicato e di veri e propri templi.
Il sacro nella lingua germanico-scandinava è reso con due termini di base: Heilagaz e Wihaz: il primo indica una realtà numinosa ed è collegato al mondo degli Dei, il secondo invece corrisponde ad una forza misteriosa che lega l'uomo al suo Destino (Gaefa).
Heilagaz (anche Heil o Heilig) indica ciò che è inviolabile, ciò che è sacro. Da questo termine deriva l'aggettivo Heilgar inteso come inviolabilità.

Heilagaz è il dono delle potenze trascendenti offerto all'uomo come "forza innata", è anche la volontà degli Dèi che va conosciuta per mezzo della divinazione e degli oracoli.
Il mondo dei Germani è infatti un mondo rigidamente segnato dalla nozione di "Destino" (Gaefa) e in questa dimensione il sacro è legato alla consultazione del futuro che attende l'uomo, attraverso la divinazione.
Régis Boyer, ricordando in merito la nozione di hugr (quando un personaggio viene colto da un presentimento ed esprime svá segir hugr mér, "lo hugr mi dice che"), ritiene che:
(Régis Boyer. Il sacro presso i Germani e gli Scandinavi in L'uomo indoeuropeo e il sacro. Milano, Jaca Book, 1991, pagg. 191)
Il Gaefa dell'uomo è un dono delle potenze trascendenti esso va accettato in modo attivo e non subendolo altrimenti perde il suo senso. Il Destino è dunque il luogo sacro dei Germani che non conoscevano né adorazioni né preghiere. Anche gli Dèi dei Germani dipendono dal Gaefa, l'intero universo era plasmato da esso.
(Régis Boyer. Op.cit pag.197. Citato anche da Julien Ries in L'uomo e il sacro nella storia dell'umanità. Opera omnia vol. II. Milano, Jaca Book, 2007, pag.167)
La comunità (Aett in Scandinavia, Sippe in Germania), in questa etnia, era fondante lo stesso rapporto col sacro, dimensione che legava tutti i membri di un clan portatori dell'hamingjia questa intesa come espressione degli stessi antenati e di tutta la discendenza ovvero l'onore (virding) e la forza della comunità da cui deriva anche il destino dell'individuo; per questa ragione il senso dell'onore e la fedeltà alla parola data erano essi stessi dimensione del sacro: l'offesa portata ad un individuo o da un individuo era portata alla stessa sacralità del clan e la vendetta un diritto sacro.
(Régis Boyer. Il sacro presso i Germani e gli Scandinavi- La vendetta, diritto sacro in L'uomo indoeuropeo e il sacro. Milano, Jaca Book, 1991, pagg. 187-8)
L'unico modo per un Germano per attestare la sua aderenza all'hamingjia era manifestarla con i comportamenti che dovevano dimostrare accettazione del Gaefa (la dimensione sacra del Destino) e il rispetto dell'hamingjia (la dimensione sacra della comunità), quindi dell'onore e della fedeltà alla parola data al proprio clan di fronte alle prove della vita, ivi compresa la condotta in guerra.
Il luogo di culto dei Germani veniva indicato con l'altro termine base, Wihaz (vé in scandinavo, vigjia in norreno, weihs in gotico), tale luogo era all'aria aperta, spesso adiacente ad alberi o a fonti sacre.
Il capo del clan (Helgi) veniva eletto (intronizzato, arfleiding) dagli altri membri e svolgeva anche funzioni sacerdotali includendo la dimensione dell'Hailagaz e del Wihaz e se si dimostrava indegno del suo compito veniva esso stesso sacrificato ovvero riconsegnato al Destino.

Due comportamenti erano aborriti in questi popoli: l'omosessualità e il tradimento.
La famiglia era invece considerata centrale nel rapporto con il sacro a tal punto che la stessa classe degli Dèi era divisa in famiglie e il rito della nascita di un individuo era considerato tra i più importanti: la donna partoriva inginocchiata di modo che il neonato potesse venire accolto dalla Terra madre, purificato con l'acqua veniva mostrato al Sole e solo dopo gli veniva assegnato un nome che doveva richiamare insieme sia quello del padre che quello della madre; dopo l'assegnazione del nome, il bambino veniva integrato nella famiglia. Colui che violava le regole e l'onore della comunità veniva invece proscritto dalla stessa perdendo così il proprio destino e con esso la stessa ragione di vivere. Essendo i morti degli intermediari tra il sacro e i viventi, i defunti che erano stati in vita proscritti dalla comunità venivano seppelliti sotto cumuli di pietre o abbandonati in mare in quanto avevano perso qualsivoglia forma di esistenza.